# Fastaq
Fastaq (persiska: فستق) är en ort i Iran.   Den ligger i provinsen Markazi, i den nordvästra delen av landet, 170 km väster om huvudstaden Teheran. Fastaq ligger 1 687 meter över havet och antalet invånare är 167.
Terrängen runt Fastaq är kuperad åt nordost, men åt sydväst är den platt.Runt Fastaq är det glesbefolkat, med 20 invånare per kvadratkilometer. Närmaste större samhälle är Nowbarān, 5,6 km öster om Fastaq. Trakten runt Fastaq består i huvudsak av gräsmarker.